# Aintree
Aintree è una località di 6 215 abitanti della contea del Merseyside, in Inghilterra.